# 憑神
《請神容易送神難》（英語：The Haunted Samurai）是2007年6月23日於日本東映劇場公映的電影。由《鐵道員》的黃金組合：原著小說作者淺田次郎、導演降旗康男、攝影木村大作攜手打造。日本票房收入約8.8億日圓。

## 故事
幕末江戶，世代作為德川將軍家替身的下級武士別所彥四郎（妻夫木聰 飾）被岳父設計趕出家門，懷才不遇，幾近落魄。麵攤老板慫恿彥四郎參拜能帶來好運的「三圍稻荷」神社。酒醉后的彥四郎失足跌落草叢，偶遇「三巡稻荷」祠。於是彥四郎便合掌祈福。豈料一字之差天壤之別：彥四郎招來的是窮神伊勢屋、瘟神九頭龍和1200歲的死神乙夜。被這些憑神纏上的彥四郎將如何面對他的命運呢...

## 主要演員
- 別所彥四郎 - 妻夫木聰
- 別所イト - 夏木マリ
- 別所左兵衛 - 佐佐木藏之介
- 別所千代 - 鈴木砂羽
- 伊勢屋（窮神） - 西田敏行
- 九頭龍（瘟神） - 赤井英和
- 乙夜（死神） - 森迫永依
- 井上八重 - 笛木優子
- 小文吾 - 佐藤隆太
- 甚平 - 香川照之
- 勝海舟 - 江口洋介
- 榎本釜次郎 - 本田大輔

## 製作人員
- 監督：降旗康男
- 編劇：降旗康男、小久保利己、土屋保文
- 撮影監督：木村大作
- 美術：松宮敏之
- 編集：園井弘一
- 音楽：めいなCo.
- 製作：「憑神」製作委員会（東映・ホリプロ・東映ビデオ・住友商事・TBS・TOKYO FM・AHS）
- 發行：東映

## 主題歌
- 米米CLUB「御利益」

## 外部連結
- 中文官方網站
- 日文官方網站

1. . www.zoommovie.com.   [2024-12-07]. （原始内容存档于2024-12-07） （中文（中国大陆））.